# Klooster Opveld
Klooster Opveld, vroeger ook wel Huis Opveld, Sint-Josephszorg, Mgr. Hanssentehuis of Providentia, is een voormalig landhuis, klooster en verzorgingshuis in de Nederlandse stad Maastricht, gelegen aan de Veldstraat in de buurt Vroendaal (tot 1970 gemeente Heer). Het gebouw bood ruim honderd jaar onderdak aan de zusters van de Voorzienigheid van Ruillé. Het 18e-eeuwse landhuis met tuin, en het klooster met kloosterkapel uit het begin van de 20e eeuw vormen een rijksmonument.

## Geschiedenis

### Buitenplaats
De oudste vermelding van het landgoed dateert uit 1550. De buitenplaats Opveld werd in de 18e eeuw aangeduid als "Ridderhof Aen gen veld", bestaande uit een stenen herenwoning met twee ommuurde tuinen, een hoeve, weiden en akkerland. Het huis werd in 1774 aangekocht door Petrus van der Vrecken, keizerlijk postmeester te Maastricht, die het huis en de hoeve liet verbouwen door Mathias Soiron. Later bewoonde de familie Van Dopff het landgoed, waaronder de ongehuwde Alexander Willem van Dopff (1821-1873), een paardenliefhebber met een befaamde renstal in Parijs. Na zijn dood erfde zijn zuster Maria van Dopff, gehuwd met Gustave du Parc, het goed. De families Van Dopff en Du Parc waren van 1822 tot 1906 tevens eigenaren van het nabijgelegen Huis Eyll.

### Kloosters
In 1876 werd het huis verhuurd aan Duitse zusters franciscanessen, die er een huishoudschool vestigden. De zusters bleven niet lang want van 1880 tot 1885 woonden er Duitse oblaten, die daarna een eigen klooster stichtten nabij Arensgenhout. Daarna woonden er enige tijd Franse franciscanessen. Mogelijk waren dat dezelfde Franse religieuzen (clarissen) die van 1909 tot 1921 het herenhuis Het Goedje in Scharn bewoonden. In elk geval begroeven deze clarissen twee van hun overleden moeder-oversten op het kerkhof van Opveld.

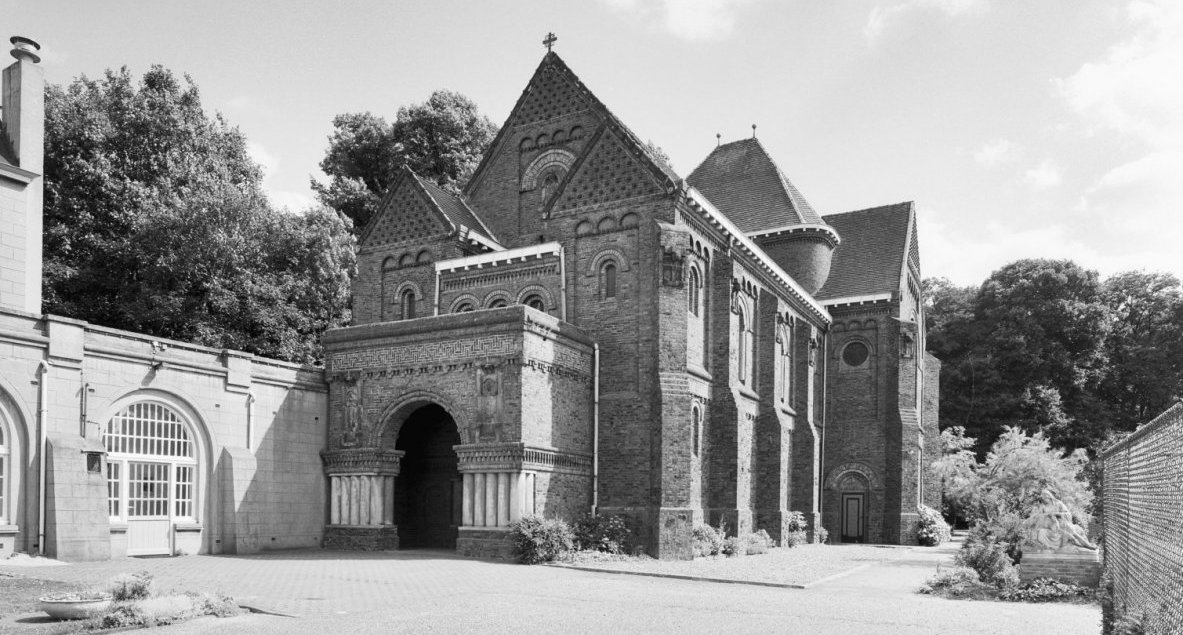
Kloosterkapel en kloostervleugel in 2001

De volgende groep bewoners waren de eveneens uit Frankrijk afkomstige soeurs de la Charité de la Providence ("liefdadige zusters van de Voorzienigheid"). De congregatie was in 1806 gesticht en stelde zich ten doel de opvoeding van meisjes en jonge vrouwen te verbeteren door middel van onderwijs. Ten gevolge van de Franse seculariseringspolitiek moesten de zusters uitwijken naar andere landen, waaronder Nederland. Toen ze zich in 1902 in Huize Opveld vestigden, paste dat in een traditie van ruim 25 jaar, waarin het landgoed onderdak bood aan kloosterlingen die uit eigen land verdreven waren. Al een jaar later breidden ze hun activiteiten in de regio Maastricht uit, toen ze een kleine nevenvestiging aan de Tongerseweg in Wolder openden.
De zusters noemden hun nieuwe onderkomen in Heer Couvent du Sacré-Coeur ofwel Heilig Hartklooster. De eerste overste was zuster Marie-Léonard. Van 1903 tot 1972 verzorgden zij het kleuter- en lager onderwijs voor meisjes in Heer. Ook huisvestten ze tot 1996 bejaarden en zieken. Het bejaardenhuis "Sint-Josephszorg" was in 1912 het eerste in Limburg. In 1956 veranderde de naam in Mgr. Hanssentehuis; in 1982 Stichting Ouderenzorg Providentia.
Op 13 oktober 2002, bij het 100-jarig bestaan van het klooster, woonden er nog tien zusters. Het kloostercomplex werd in 2006 verkocht aan woningcorporatie Servatius. In een deel van het gebouw is sinds 2013 de democratische school Nova Vita gevestigd. Naast het klooster werden door de welzijnsorganisatie Vivre (nu Envida geheten) verzorgingsappartementen gebouwd, die de namen Ridderhof en Croonenhoff meekregen. De kloostertuin werd tot park omgevormd. In 2018 zijn de laatste twee zusters vertrokken. In 2023 werd de voormalige kloosterkapel ingericht als theater- en concertzaal.

## Beschrijving

### Klooster en landhuis
Het voormalige klooster heeft een L-vormige plattegrond. Het gedeelte evenwijdig aan de straat dateert uit 1910. De voorgevel bestaat uit drie zeer verschillende onderdelen. Het middendeel is onderverdeeld in 10 vakken met rondboognissen en -vensters. Aan de achterzijde zijn enkele terracotta reliëfs van vrouwelijke heiligen tegen de muur bevestigd, die doen denken aan art deco. Ze zijn ontworpen door de architect van de kapel, Theo van Kan. Aan de westzijde is een zeer smal schoolgebouw vastgebouwd, waarvan de straatgevel drie paar kleine rondboogvenstertjes bevat.
Aan de oostzijde staat dwars op de straatvleugel de 18e-eeuwse vleugel van Mathias Soiron, waarvan alleen de oostgevel intact is. De westgevel wordt deels aan het zicht ontnomen door een kloostergang. Op het dak bevindt zich een klokkenstoel. In het interieur bevindt zich een dubbele eiken trap met Dorische en Ionische balusters en twee marmeren schoorsteenmantels met gebeeldhouwde consoles. In de voormalige huiskapel bevindt zich neoclassicistisch sierstucwerk en in de zoldering een koepeltje. Dit gedeelte is al sinds 1966 beschermd als rijksmonument; de overige delen volgden in 1997.

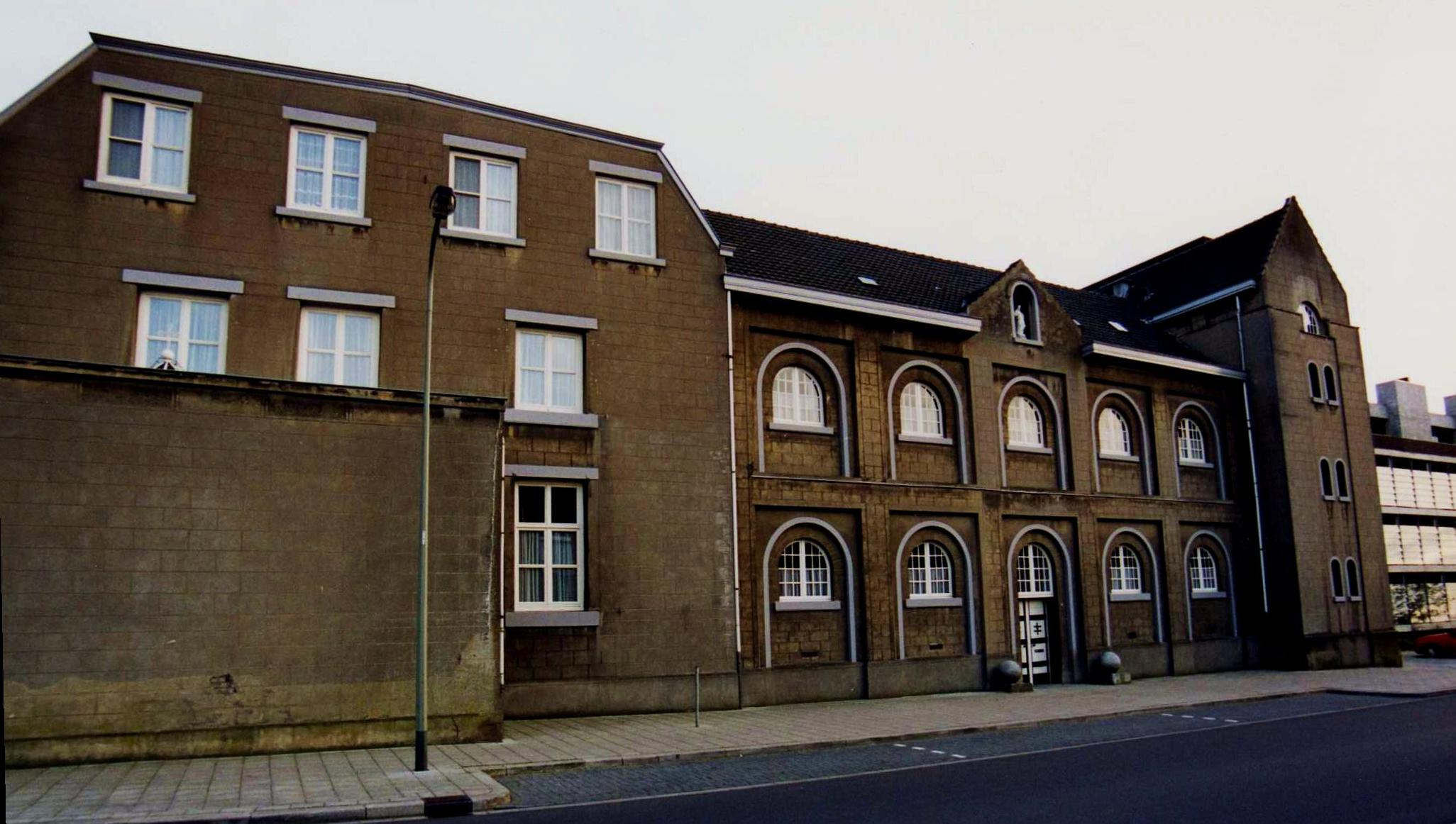
Straatzijde met 3 bouwdelen
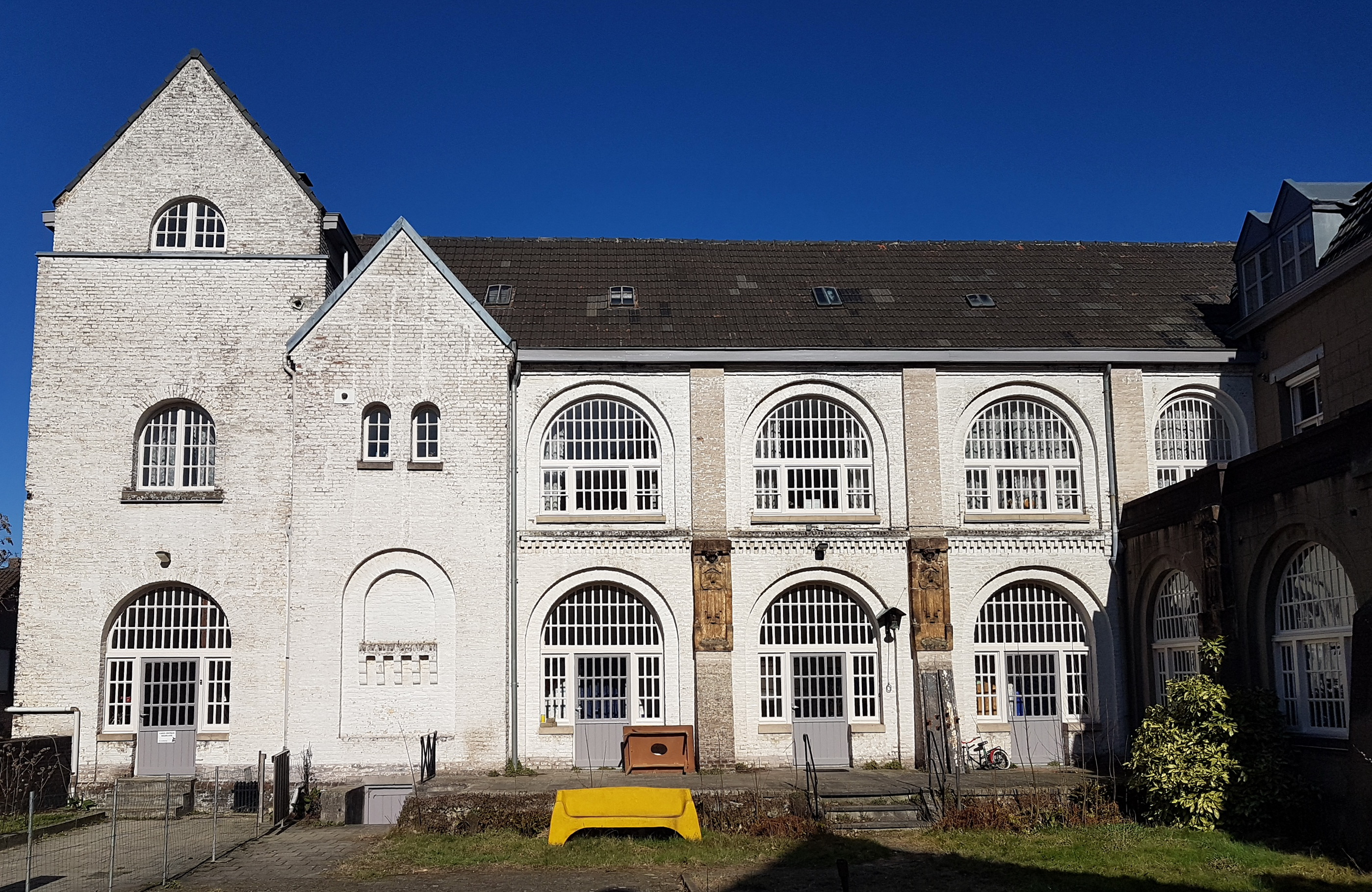
Zuidgevel
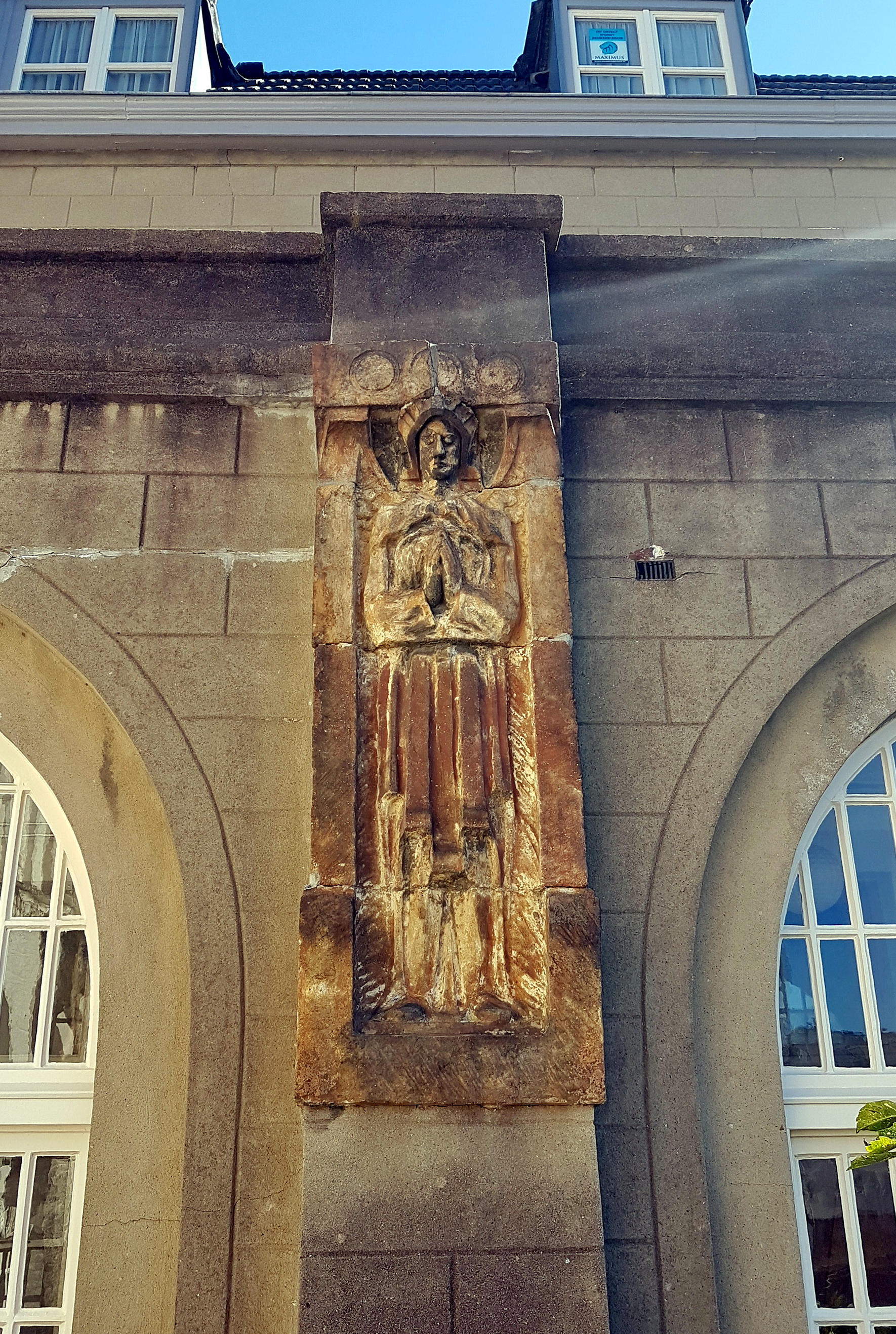
Detail westgevel
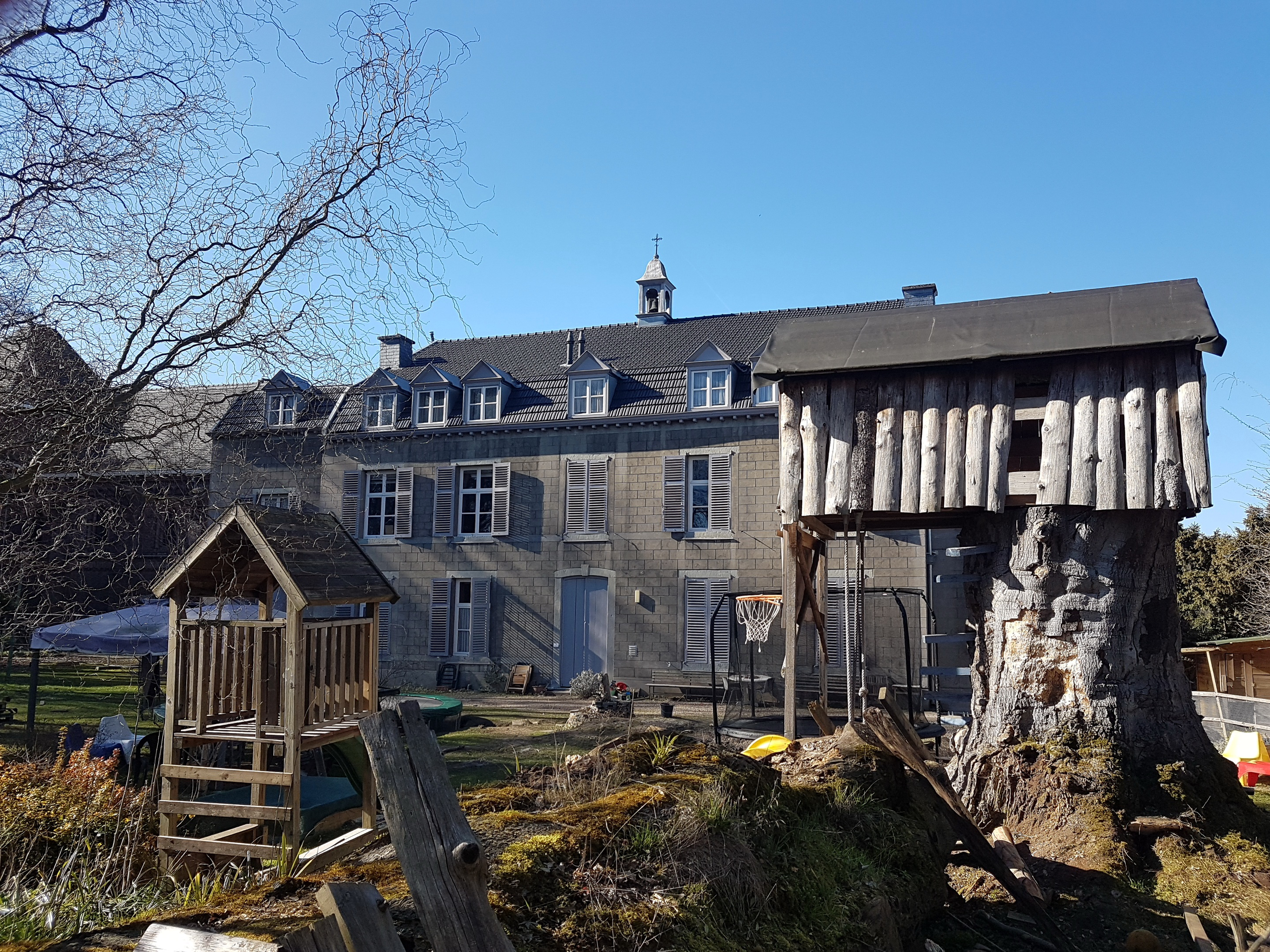
Oostgevel landhuis

### Kapel

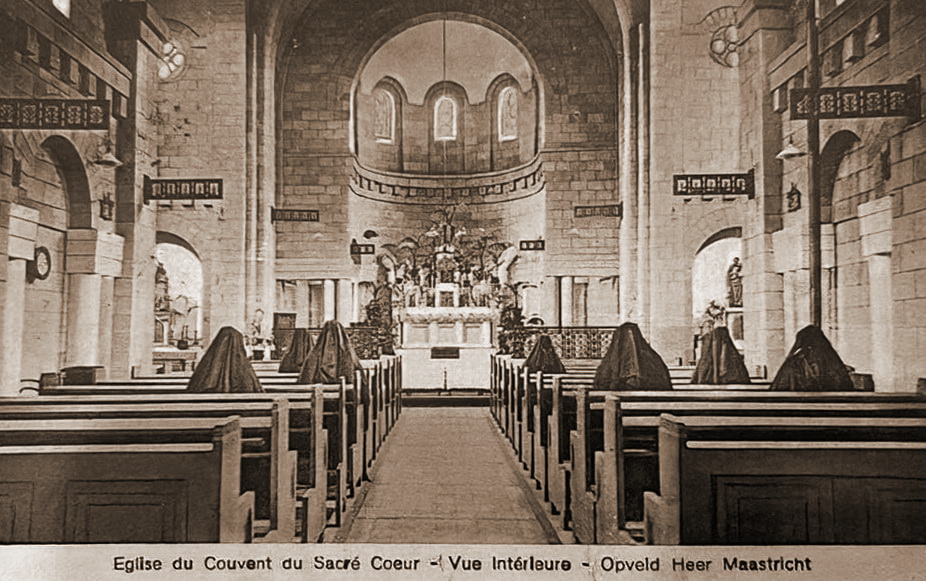
Kapelinterieur, ca. 1910-1925

De kloosterkapel werd in 1910 ontworpen door de veelbelovende architect Theo van Kan (1883-1914), die kort na het voltooien van de kapel op 31-jarige leeftijd overleed. In het ontwerp was een toren voorzien, maar deze is niet gebouwd. De kapel heeft een kruisvormige plattegrond met zeer korte transeptarmen. De entree is als een triomfboog vorm gegeven, rustend op tweemaal vijf zuiltjes. Daarboven rijzen drie topgevels uit. De middelste bevat een nis waarin een terracotta Mariabeeld geplaatst is, eveneens ontworpen door Van Kan. Het schip telt vier traveeën met rondboogvensters. Het koor is halfrond gesloten met een kooromgang waarin vijf ronde vensters zijn aangebracht. Een kloostergang verbindt de vrijstaande kapel met het klooster.
De compositie van de kloosterkapel is neoromaans, maar de bakstenen detaillering is uitgesproken expressionistisch. De veldovenstenen zijn op kleur gesorteerd en vormen kleurige muurvlakken. De metselwerk-texturen en sommige ornamenten, zoals de bekroning van de steunberen, zijn hoogst origineel. Ze neigen naar het oriëntalisme en refereren tegelijkertijd aan Berlage.
Het interieur is uitgevoerd in mergelblokken die gewonnen zijn in een groeve in de directe omgeving. De glas-in-loodramen uit 1930 zijn het werk van Jean den Rooijen uit Roermond. De kerkbanken werden getimmerd door Belgische vluchtelingen tijdens de Eerste Wereldoorlog. Ook de biechtstoel dateert uit die tijd. De muurschilderingen uit 1953 zijn van Huub Loontjens. Het hoofdaltaar van ongepolijste Longchamps natuursteen en marmer is in 1952 vervaardigd door de Tilburgse edelsmid Hamers. Van de twee neoclassicistische zijaltaren, mogelijk beide ontworpen door Soiron, is er één afkomstig uit de voormalige huiskapel; de andere uit de oude kerk van Heer.

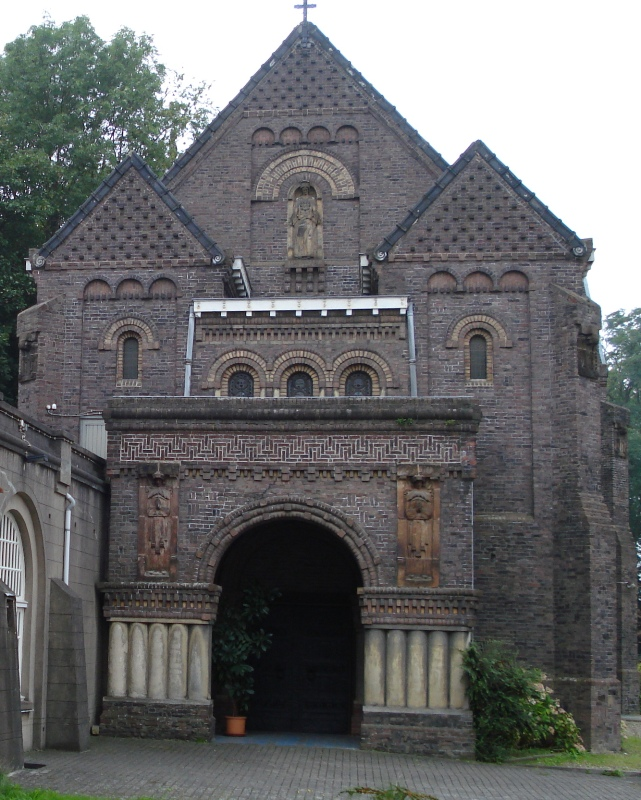
Zuidgevel
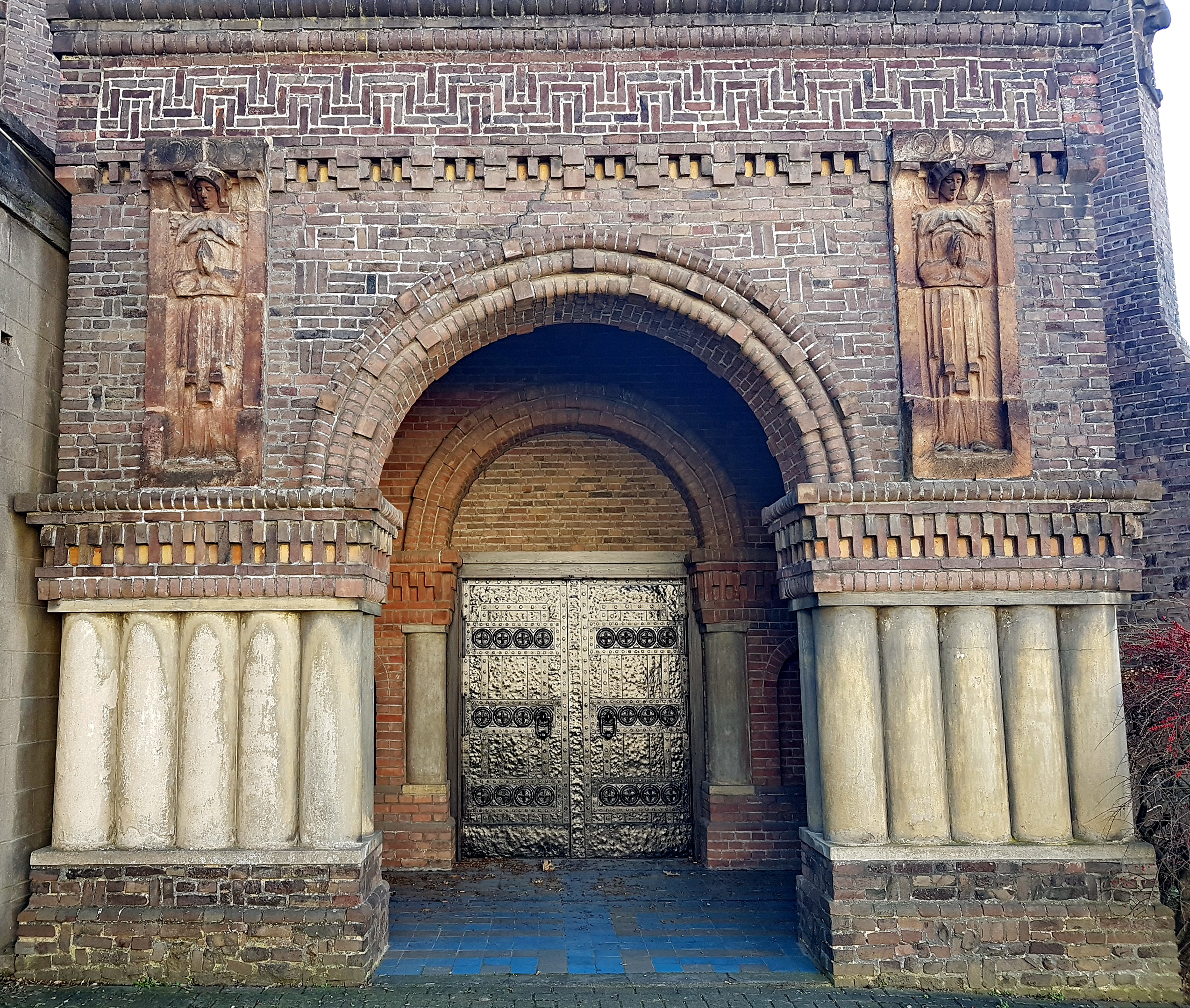
Portaal met terracotta's
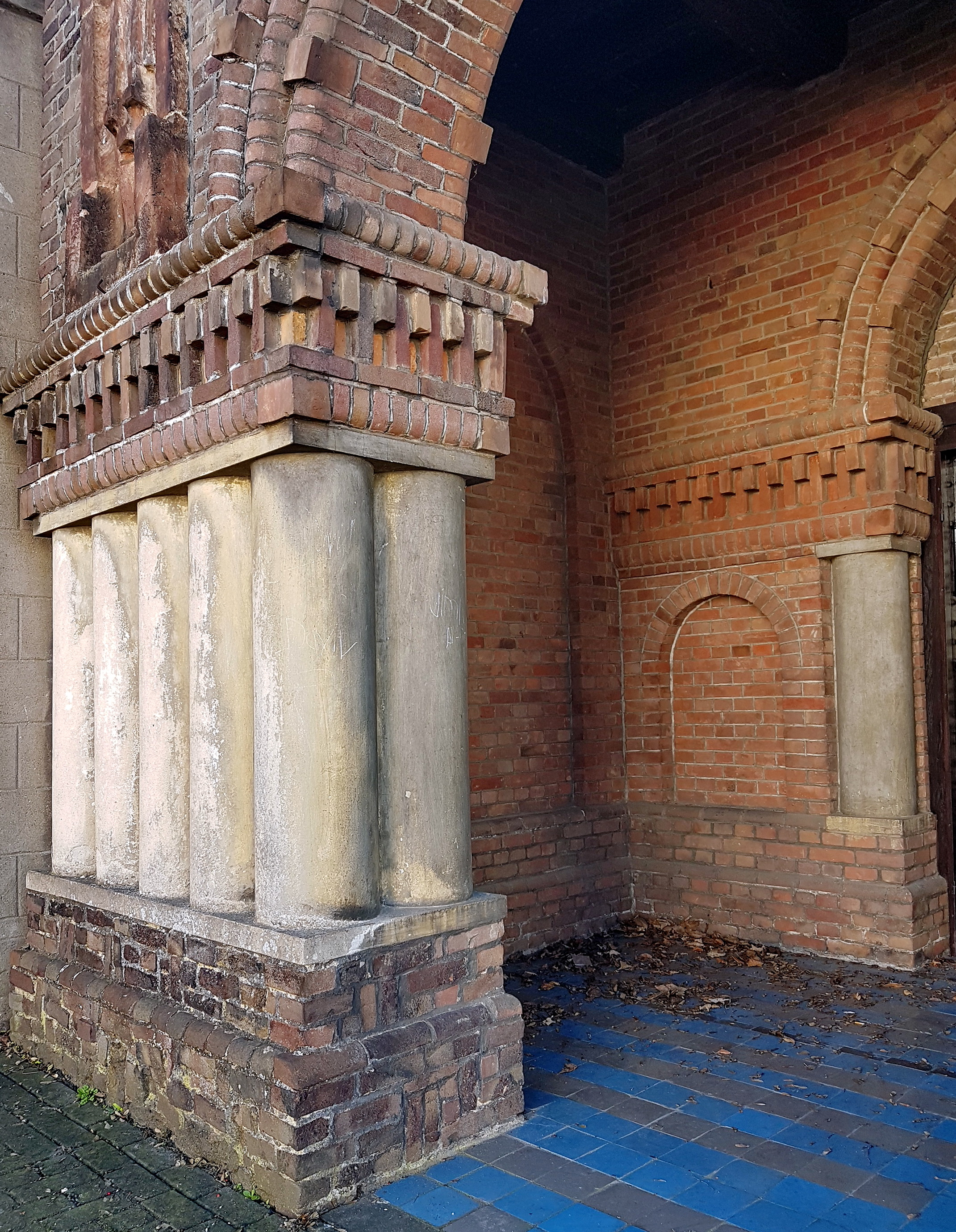
Detail portaal
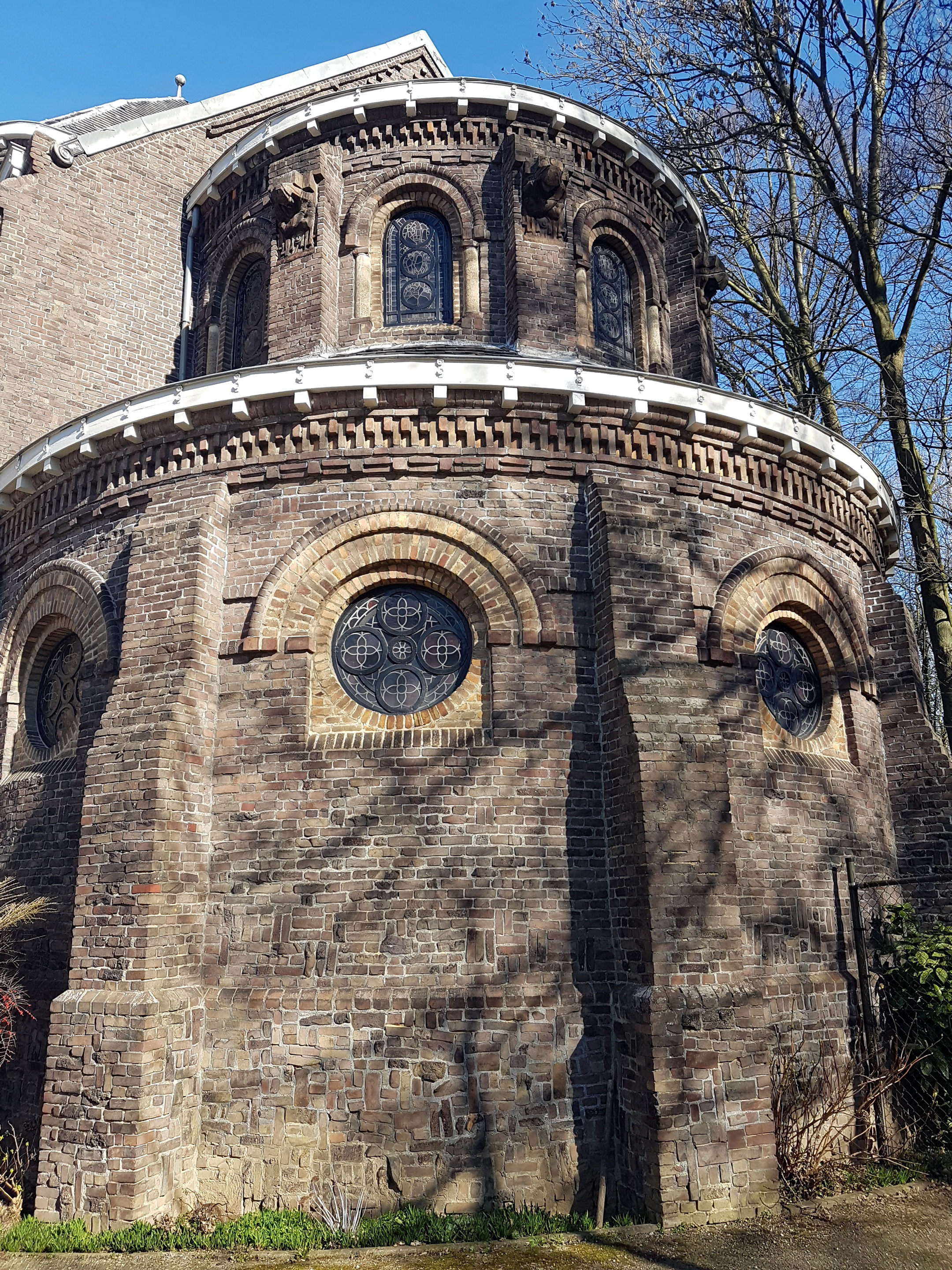
Apsis

### Kloostertuin
De van oorsprong Engelse tuin van het Huis Opveld is in het begin van de 19e eeuw aangelegd, mogelijk ook naar een ontwerp van Soiron. Begin 20e eeuw werd deze omgevormd in een afgescheiden kloostertuin. Door gebrek aan onderhoud heeft de tuin tegenwoordig het karakter van een bos. Bewaard bleven enkele hardstenen hekpijlers en de mergelstenen muur met pijlers (gerepareerd met baksteen) rondom de voormalige moestuin. Uit de tijd van het klooster dateert een piëta, een Sterre der Zeekapel, een herdenkingskruis en een Lourdesgrot (die echter in slechte staat verkeert en waarvan de beelden ontbreken). Van de kruisweg en de Heilig Hartgrot is nauwelijks nog iets te herkennen. Het eigen kerkhof van de zusters, dat vanaf 1920 in gebruik was, is in 2004 ontruimd. De kloostertuin is thans eigendom van de woningcorporatie Servatius en wordt beheerd door de Stichting "Vrienden van Kloostertuin Opveld". In 2016 is de tuin opnieuw opengesteld voor het publiek.

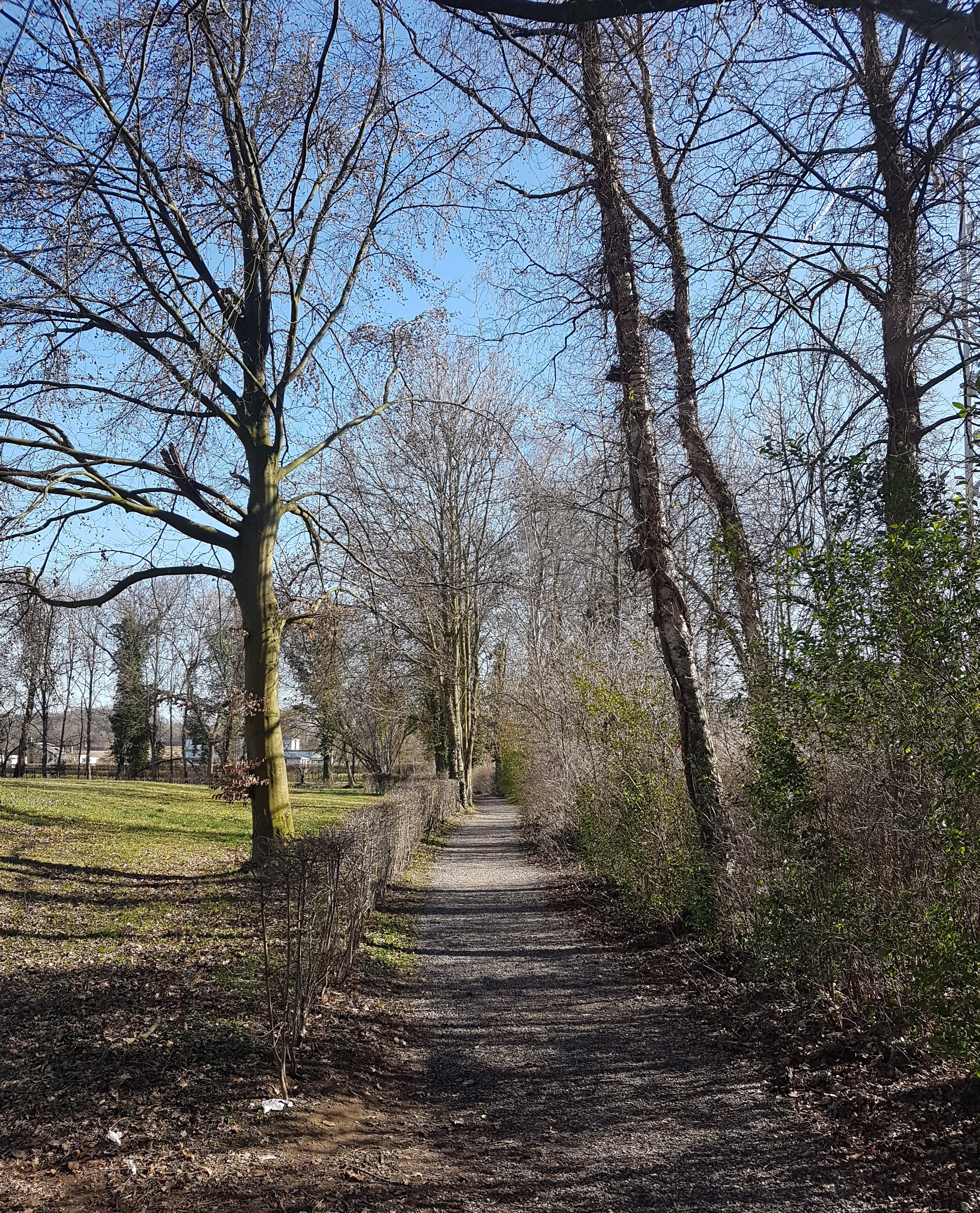
Bosachtig parkdeel
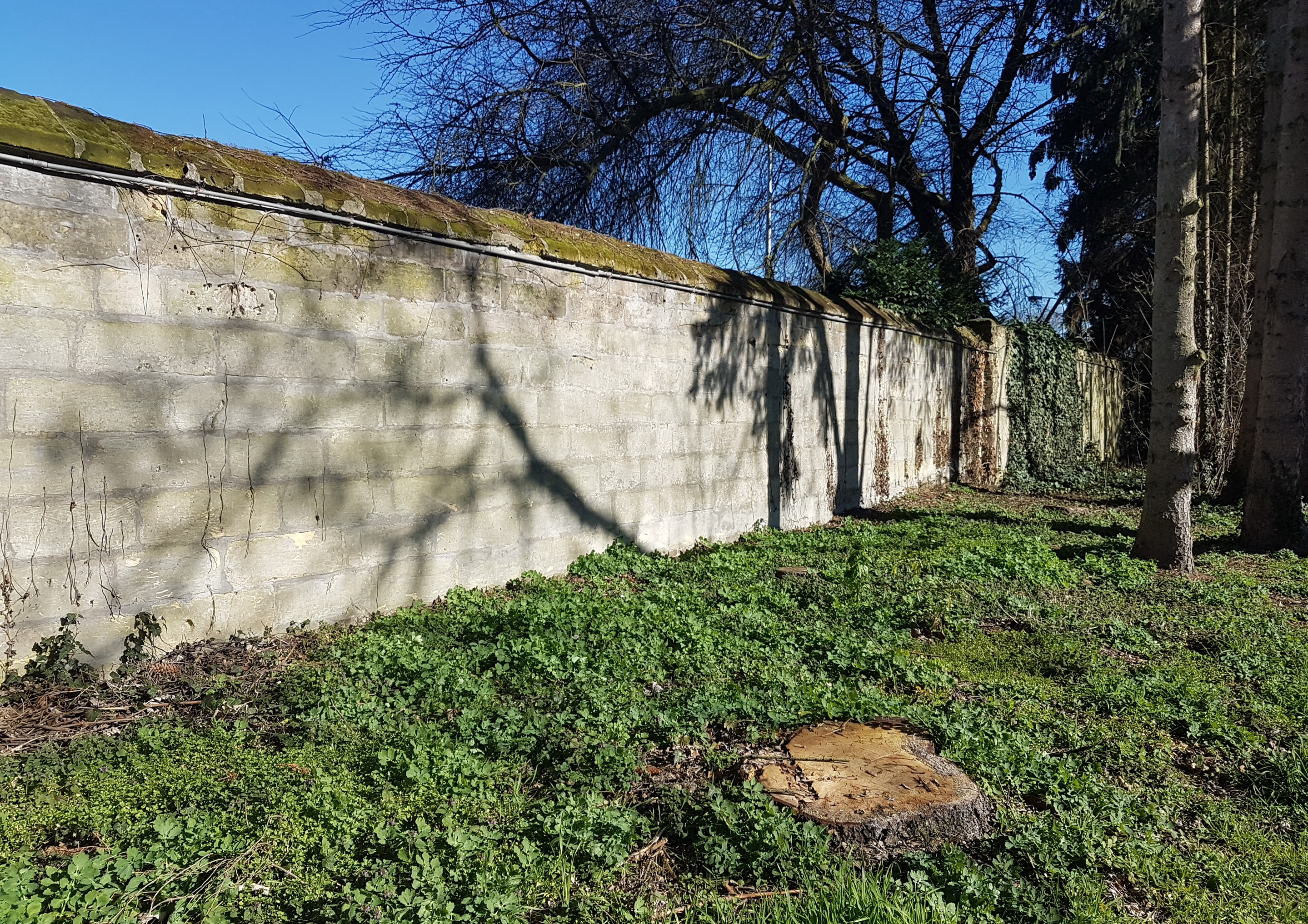
Mergelstenen tuinmuur
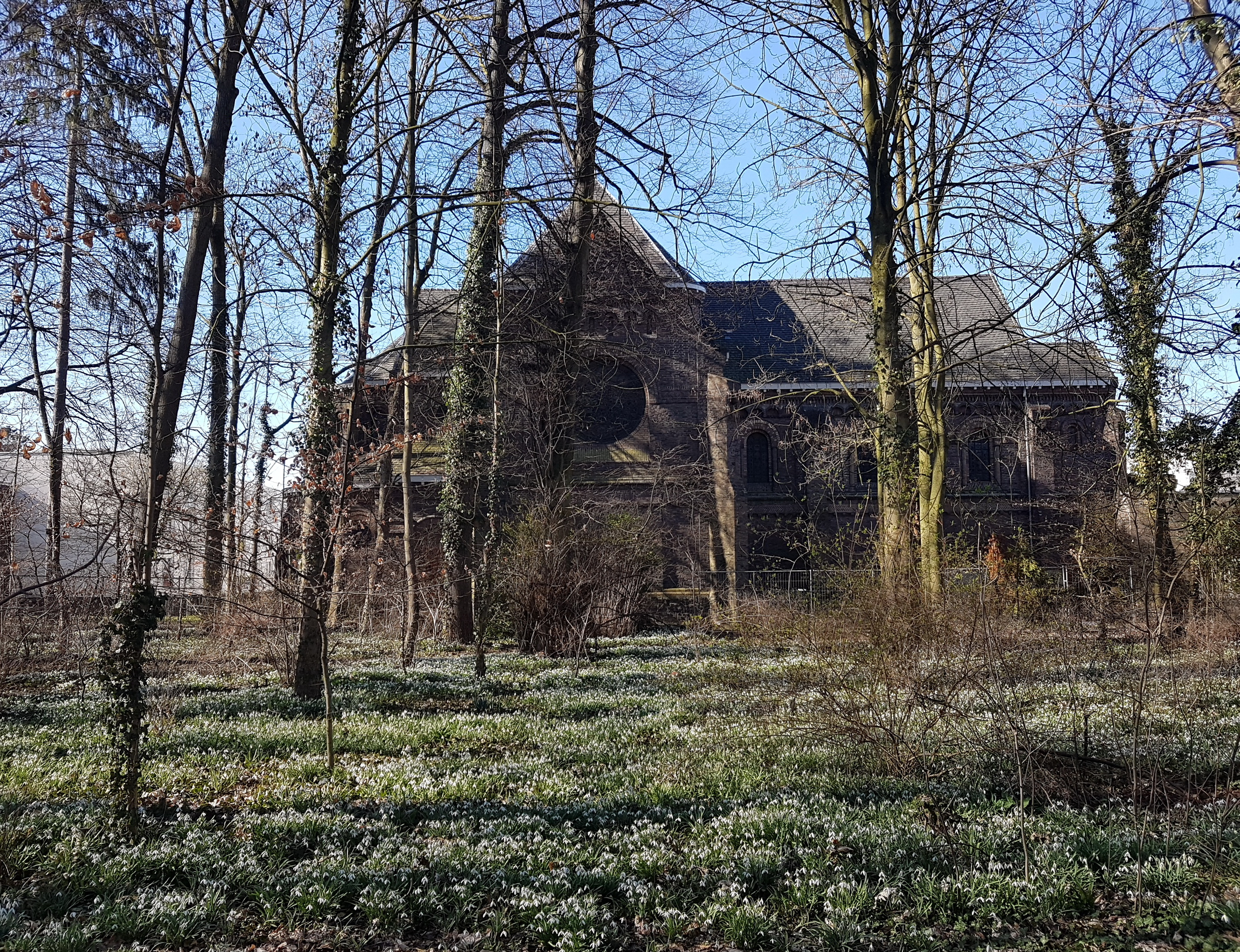
Kapel in de tuin
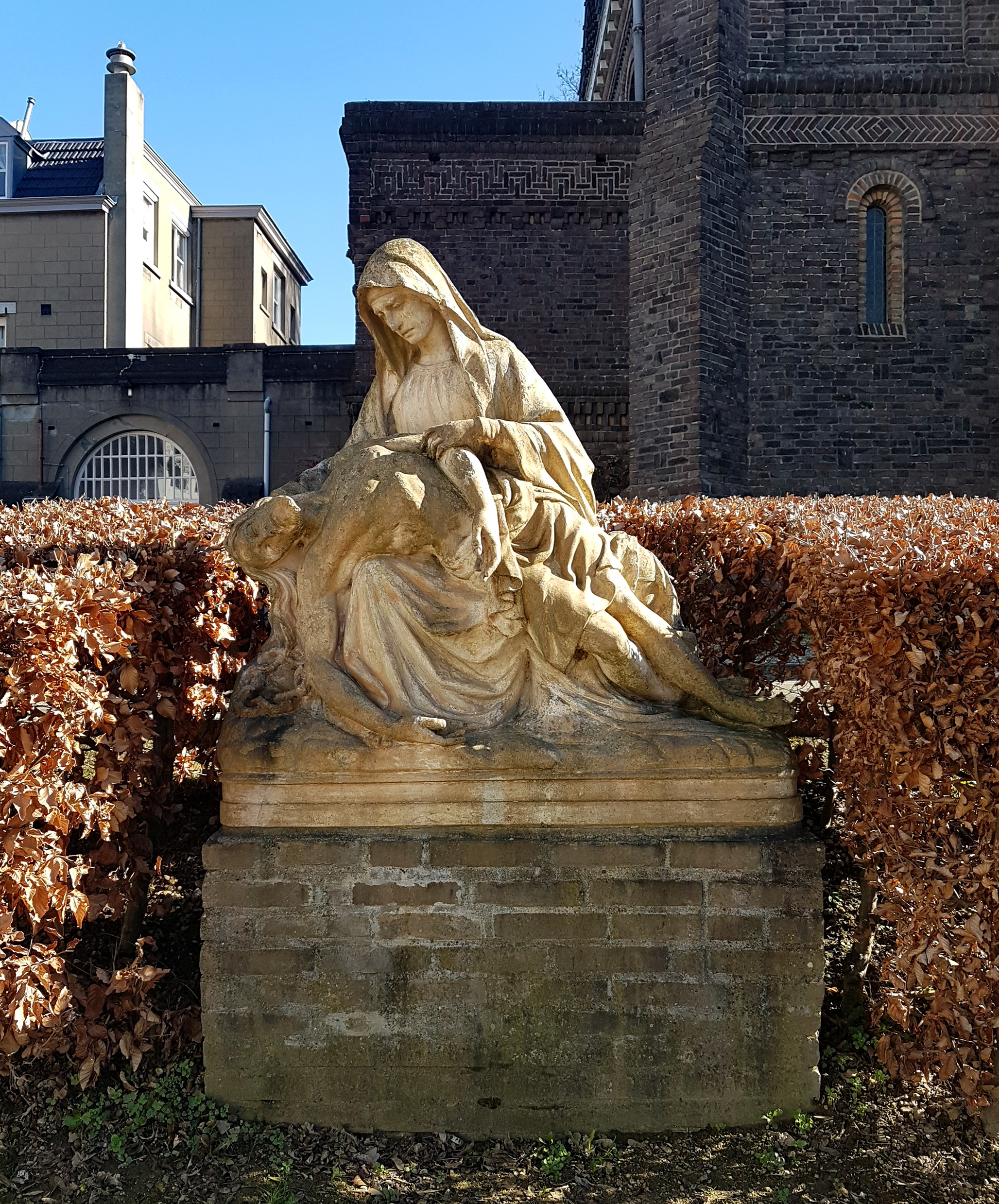
Piëta

## Trivia
- Van 1976-81 deed de kloosterkapel van Opveld dienst als noodkerk voor de nieuw opgerichte parochie van De Heeg. Bouwpastoor Frans Wiertz – de latere bisschop van Roermond – las hier de mis. In 1981 werd de Sint-Monulfus en Gondulfuskerk in gebruik genomen.[15]